# 顧雲鴻
顧雲鴻（1567年—1607年），字朗仲，直隸蘇州府常熟縣人，明朝文人。

## 生平
四歲能作詩，年少喪父，拊心泣血，自此終身有怔忡（心臟劇烈跳動）之疾，事繼母至孝，博學深思，精研五經。萬曆十二年（1584年）與瞿純仁、瞿汝說、邵濂等共同創立拂水文社。十四年（1586年）補諸生，二十八年（1600年）庚子科應天鄉試舉人，二十九年（1601年）辛丑科會試不第。三十年（1602年）購得孫柚故居藤溪草堂後，修繕後遷入居住，並作《藤溪山居後記》。曾稽核古今河渠及漕運。三十五年（1607年）病卒，享年四十一歲，不久繼母亦因哀傷去世。學者私諡其為「孝毅先生」。